# 死ぬほど洒落にならない怖い話を集めてみない?

死ぬほど洒落にならない怖い話を集めてみない？（しぬほどしゃれにならないこわいはなしをあつめてみない？）とは、匿名掲示板「5ちゃんねる」（旧2ちゃんねる）のオカルト板にあるスレッドである。一般に洒落怖（しゃれこわ）と略され、日本語圏におけるインターネット発のホラー作品の代名詞となっている。

## 歴史

### 初期
2ちゃんねるのスレッド「死ぬほど洒落にならない怖い話を集めてみない？」は、オカルト板に2000年8月2日に初めて立てられた。なお、スレ立て当時の名称は「洒落にならないくらい恐い話を集めてみない？」であり、現在の名称に変わったのは2スレ目からである。
| 1 名無しさん＠お腹いっぱい。投稿日：2000/08/02(水) 02:57 いろんな媒体で恐い話を聞きますけど、本当に恐い話ってあまりないですよね？ そこで、ここを利用してあなたが聞いた、または体験した、しゃれにならない くらい恐い話を集めて、さらにそれを厳選して「究極の恐い話集」を作ってみませんか？ 別に実話でなくてもいいです。要は「半端じゃなく恐い」が大切なので。 それではみなさん、本から探すなり、友達から聞くなり、ネットで探すなりして下さい。 このスレッドで結構評判が良かった話は、別スレッドを作ってそこに残しておくってのはどう？ |

同スレッドの冒頭には上記のような投稿が掲げられており、洒落怖に投稿する要件は「半端じゃなく恐い」のみを満たしていればよいとされていた。すなわち、スレッドの目的はあくまで「究極の恐い話集」を作ることであって、投稿内容が実話である必要はなく、加えて超自然的な話以外の人間心理が恐ろしい話（ヒトコワ）や有名事件なども本スレッドの射程である。なお、伊藤は体感として9割が怪談、1割がヒトコワ、稀に国家や企業にまつわる陰謀論という構成であったと述べている。実話に限らない点は洒落怖の大きな特徴であり、2009年に投稿された『ヒッチハイク』は2023年に映画化されるほどの反響を得たが、当時の洒落怖利用者たちの多くは投稿当初から創作として受け取っていた。また、洒落怖はあくまでも話を集めることが目的であるため、投稿する話が初出である必要もなく、初期は90年代までの怪談文化や初期オカルト板発の怪談の集積地の役割を担った。例として最初のスレッドに投稿された話では、「alpha-web こわい話」が初出の『猿夢』、稲川淳二の持ちネタである『生き人形』、オカルト板以外の2ちゃんねるが初出である『マイナスドライバー』、すでに定番の都市伝説であった『今度は落とさないでね』などがあった。スレッド作成からおよそ1ヶ月半後には新しい継続スレッドが立ち、先述の通りこの継続スレッドから「死ぬほど洒落にならない怖い話を集めてみない？」の名称になった。既出の怖い話を集積するだけではなく、洒落怖を初出とする作品も注目を集めた。第3スレッドでは『残念ながら娘さんは』『全く意味が分かりません』らが、以降も第6スレッドの『たまげた相談』、第13スレッドの『カン、カン』、第27スレッドの『ヒサルキ』、第31スレッドの『くねくね』、第99スレッドの『コトリバコ』などが注目を集め、盛んに考察が行われた。

### まとめサイトの登場と全盛期
2002年になると洒落怖まとめサイトが登場した。当時の2ちゃんねるでは過去スレッドは無料では閲覧できなかったため、過去の投稿を集積する場が求められていたのである。同サイトにはユーザー投票によるランキング機能もあったため、過去投稿アーカイブ機能のみならず優れた作品を可視化して広める機能を有しており、廣田龍平は洒落怖の認知度拡大に洒落怖まとめサイトが大きな影響を与えたと評価している。また、2004年には洒落怖投稿作品を含んだ書籍として『恐怖２ちゃんねる 電網百物語』と『「弩」怖い話 : 螺旋怪談』が刊行されるなど、洒落怖作品の質の高さは出版業界からも注目を浴びるようになった。
廣田龍平はまとめサイトでの投票数の集計データから、洒落怖の全盛期は第99スレッドから第129スレッドの間、時期にして2005年5月からの1年間であったと述べている。この時期には民俗学的背景の色濃い『リョウメンスクナ』『逆さの樵面』のほか、『危険な好奇心』や『リンフォン』といった2021年現在でも広く読まれる作品が投稿されている。伊藤も2004年から2006年までが最も活発であったと述べている。

### 衰退期
洒落怖が全盛期を迎えて以降も2009年頃までしばらくは活気を保つが、次第に投稿作品への批判コメントや荒らし投稿が目立つようになり、投稿作品のマンネリ化も進んでいった。最盛期の投稿数は雑談等を含めおよそ4000件/月であったが、2012年以降は3桁台で推移している。また、2012年7月19日には「洒落怖あるある」と題したスレッドが立てられた。同スレッドは洒落怖作品にありがちな要素を挙げて冷笑する内容であった。廣田龍平はこういった風潮もまた洒落怖ひいてはネット怪談の衰退の一要因であろうと考察している。他にも2010年頃の投稿作品は『リアル』『師匠シリーズ』のようにホラー小説的な長文志向がある点を指摘し、投稿者の作品発表の場が次第にpixivや小説家になろうなどの小説投稿サイトに移っていったのだろうと考察している。実際、伊藤の調査では、一作品あたりの平均文字数がスレッド開設直後は1000文字ほどだったのが、次第に1500字ほどにまで増加しており、平均文字数が緩やかに上昇している点を指摘している。また、その理由について、当初は単に幽霊を見たというシンプルな話だったのが、幽霊の現れた原因や考察などのディティールが描写されるようになったと述べ、次第に洒落怖の文法と呼べるものが確立したのだろうと考察している。
2010年代以降、洒落怖スレッド本体の活気が失われていくのと対照的に、「哲学ニュースnwk」をはじめとした怖い話のまとめサイトが活気を得ていった。同サイトは怪談をすべて「洒落怖」カテゴリに分類しており、廣田龍平はこのことが「ネット上の怖い話＝洒落怖」というイメージ形成に大きな影響を与えたのではないかと考察している。そしてその具体例として、同サイトは一度も洒落怖に投稿されたことのない『リゾートバイト』（初出はホラーテラーというWEBサイト）を洒落怖カテゴリに分類しており、同作は一般に洒落怖の代表作として認識されている事例を挙げている。また、２ちゃんねるのオカルト板自体も2010年頃をピークに投稿数が減少していった。実際、廣田龍平の調べではネット怪談の名作としてひろく語り継がれている作品でもっとも新しいのは2011年頃の『リアル』『リゾートバイト』であり、2010年代後半の作品で語り継がれているのは『アガリビト』を除くとほとんどみられなくなっている。
2018年8月には洒落怖まとめサイトのページの大部分が閉鎖し、閉鎖時点で329スレッド分のアーカイブが失われた。廣田龍平はこの閉鎖について「まとめサイトと二人三脚でやってきたオカルト板の洒落怖文化は片割れを失い、実質的にここで終わりを迎えた」と述べており、2021年現在の洒落怖は、もはやオカルト板にある多数の怖い話投稿スレッドのひとつにすぎないと評している。一方でかつて洒落怖に投稿された作品を扱うまとめブログや映像化は依然盛況である点を指摘し、洒落怖の衰退とは裏腹にネット怪談の全盛期はむしろ2010年代から2020年代前半であるとし、洒落怖は流行とは関係なく語り継がれて時代に応じてアレンジされる、すなわち「昔話」化しているのではないかと論じている。

## 評価・受容
木澤佐登志は洒落怖を「2000年代ネットロアの代表例」と評し、怪談に歴史・宗教的知識を取り入れることで作品のもっともらしさを演出する傾向がある点を指摘している。澤村伊智と飯倉義之は洒落怖が民俗学的ホラージャンルに多大な影響を与えたと述べ、ネット怪談の特徴として「こういうホラーのフォーマットで書けばいいんだろうって型を共有」して書かれていた点を指摘している。
吉田悠軌は、現代日本の民俗学的ホラー作品の共通点として洒落怖を経ている点を指摘し、ネット怪談の最盛期を経験して2020年代に登場した背筋や梨といった作家を「ポスト洒落怖世代」と評している。作家の背筋は自身の代表作である『近畿地方のある場所について』は「自分が好きなホラーを幕の内弁当みたいにして作っていった」と述べ、洒落怖やオカルト板もよく閲覧していたと述べている。吉田悠軌も同作品について「あの頃のネット怪談の雰囲気や空気感」を感じると述べている。作家の梨は洒落怖から受けた影響について、子どもの頃にこっくりさんやトイレの花子さんを知る前に『くねくね』や『八尺様』を知ったといい、「洒落怖がもう母国語」であると述べている。

## 洒落怖が初出の主な作品
- 『八尺様』[1]
- 『コトリバコ』[1]
- 『くねくね』（WEBサイト「怖い話」初出の「分からない方がいい・・」を改作したもの）[4]
- 『師匠シリーズ』[14]